# Хорія (Ботошань)
Хорія (рум. Horia) — село у повіті Ботошані в Румунії. Входить до складу комуни Міток.
Село розташоване на відстані 415 км на північ від Бухареста, 47 км на північний схід від Ботошань, 116 км на північний захід від Ясс.

## Населення
За даними перепису населення 2002 року у селі проживали 633 особи, усі — румуни. Усі жителі села рідною мовою назвали румунську.